# My Life Your Entertainment
My Life Your Entertainment är en sång från rapparen T.I.'s sjätte studioalbum Paper Trail. Den är producerad av Drumma Boy, och gästas av Usher.

## Listor
| Lista (2008)                                  | List- position |
| --------------------------------------------- | -------------- |
| U.S. Billboard Bubbling Under Hot 100 Singles | 19             |